# Fujiwara no Tadahira
Fujiwara no Tadahira (藤原 忠平, 880 - 9 de setembre, 949), va ser un estadista, cortesà i polític japonès durant el període Heian. També és conegut com Teishin-Kō (貞信公) o Ko-ichijō Dono (小一条殿) o Ko-ichijō daijō-daijin.

## Carrera
Tadahira era un kuge (noble japonès) a qui se li atribueix l'escriptura i la publicació d'Engishiki. És un dels principals editors responsables del desenvolupament del codi legal japonès conegut com Sandai-kyaku-shiki, de vegades conegut com les Regles i Reglaments de les Tres Generacions.
Tadahira va servir com a regent sota l'emperador Suzaku, que va governar des del 930 fins al 946.
- 17 de setembre de 914 (Engi) 14, 25è dia del 8è mes): Dainagon Tadahira va rebre el nom de udaijin.[2]
- 16 d'octubre de 930 (Enchō 8, 22è dia del 9è mes): Tadahira va ser nomenat sesshō
- 7 de setembre de 936 (Jōhei 6, 19è dia del 8è mes): va assumir el paper de daijō-daijin.[3]
- 16 de febrer de 937 (Jōhei 7, 4t dia del 1r mes): va presidir la cerimònia d'adveniment de la majoria d'edat de l'emperador Suzaku
- 29 de novembre de 941 (Tengyō 4, el 8è dia de l'11è mes): es va convertir en Kampaku

Aquest membre del clan Fujiwara era fill de Mototsune. Els germans de Tadahira eren Fujiwara no Tokihira i Fujiwara no Nakahira Emperador Suzaku i Emperador Murakami on els nebots materns de Tadahira.
Tadahira es va fer càrrec de la branca Hokke del clan Fujiwara l'any 909 quan el seu germà gran Tokihira va morir.

### Esposes i descendència
Estava casat amb Minamoto no Junshi, filla de l'emperador Uda.
Van tenir un fill.
- Fujiwara no Saneyori, també conegut com Ononomiya Dono (小野宮殿).[6] - Kampaku per a l'Emperador Reizei 967–969, i Sesshō per a l'Emperador En'yū per a 969-970.

També estava casat amb Monamoto no Shōshi (源 昭子), filla de Minamoto no Yoshiari.
Van tenir diversos fills.
- Morosuke[7] - Udaijin 947–960, avi de l'Emperador Reizei i l'Emperador En'yū.
- Moroyasu (師護) - sacerdot
- Morouji (師氏) (913–970) - Dainagon 969–970
- Morotada (mestre) (920–969) - Sadaijin 969

Les mares de les filles eren desconegudes (podria ser Junshi o Shōshi).
- Kishi (904–962) - consort del príncep hereu Yasuakira
- Kanshi (906–945) - consort del príncep imperial Shigeakira

## Obres seleccionades
- En una visió estadística derivada dels escrits de i sobre Fujiwara no Tadahiro, WorldCat inclou aproximadament 9 obres en 13 publicacions en 2 idiomes i 201 fons de biblioteques.[8]

- 延喜式 (1723)[9]
- Conca (1828)
- Teishinkōki: L'any 939 al Journal of Regent Fujiwara no Tadahira (1956)

## Honors
- Primer rang sènior (13 de setembre de 949; pòstum)